# Marco da Gagliano
Marco da Gagliano (Florència, Toscana, 1 de maig de 1582 - 25 de febrer de 1643) fou un compositor florentí.
S'ignora el seu vertader cognom, perquè el de Zanobi, que algunes vegades s'avantposa al de Gagliano, significa senzillament que era fill de Zanobio. Estudià música a Florència on s'havia desplaçat de molt jove, i abraça l'estat eclesiàstic, dedicant-se simultàniament als estudis musicals, sota la batuta de Luca Bati, el qual era mestre de capella a l'església de Sant Llorenç de la que en fou mestre de capella el 1608 i canonge el 1609. Mentrestant el 1602 Gagliano començà a treballar en aquesta parròquia, tenint cura de l'educació musical dels joves sacerdots.
En aquella època, Marco da Gagliano ja havia assolit un posició destacada en l'ambient musical florentí: el 1907 havia estat un dels principals fundadors de lAcadèmia degli Elevati, a la que al·ludiren durant cert temps els més importants compositors, cantants i instrumentistes llavors presents a Florència. L'Acadèmia, on li posaren el malnom de <Affannato>, continuà la seva activitat fins al 1620 aproximadament. A finals de 1607, acceptant una invitació del príncep Francesc IV Gonzaga, viatjà a Màntua per compondre i presentar una òpera amb ocasió de les noces del príncep amb Margarida de Savoia (1589-1655). Aquí va conèixer i travà amistat amb el cardenal Ferran Gonzaga, amb el que va mantenir freqüent correspondència, que encara es conserva en els arxius Gonzaga a Màntua. En ser ajornada la boda del príncep, l'òpera que Gagliano havia escrit, La Dafne, s'estrenà amb ocasió dels carnestoltes de 1608, i fou acollida amb gran entusiasme especialment per Jacopo Peri, que la considerà la millor realització musical feta sobre el text de Rinuccini.
L'estil de la La Dafne de Gagliano s'aproxima al de Peri, malgrat posseir respecte a aquest una més intensa expressivitat, una major vitalitat emotiva i una major adequació al significat del text. Resulta especialment interessants el pròleg de l'obra, publicat a Florència el mateix any: en ella l'autor, que no havia pres part directa en els esdeveniments que determinaren el naixement de l'obra, la resumia ràpidament, examinant les més importants <representacions en música> realitzades fins llavors i aprofitant l'ocasió per a manifestar el seu propi punt de vista sobre els problemes del naixent teatre musical. Mostrant gran admiració per les composicions de Peri i de Monteverdi, Marco da Gagliano condemnà la costum d'afegir a les parts vocals <grups, trins, passatges i exclamacions> amb l'exclusiva finalitat de posar de manifest l'habilitat del cantant i el so agradable de la seva veu sense cap funció dramàtica concreta, mentre que el que realment deuen fer els cantants és <esculpir les síl·labes per entendre bé les paraules>. Gagliano també donava moltes indicacions sobre la posada en escena, especialment en el referent als moviments del cor, a la coreografia i a la especial disposició d'alguns instruments, com el grup de violes que, amagades darrere l'escenari, tenien la funció de reforçar el so de la lira d'Apol·lo. Finalment. tres àries de La Dafne com el mateix autor advertia, pertanyen a un altre músic, sembla que al cardenal Ferran Gonzaga, encara que no hi surti el seu nom.
Després de retornar a Florència, Marco da Gagliano fou nomenat el 1611 de mestre de capella del Gran Duc de Toscana, situant-se així en el centre de la vida musical florentina. Des d'aquell moment s'ocupà de forma estable de l'organització de totes les festes i espectacles musicals en honor de membres de la família del gran duc.
Gagliano deu principalment la seva fama a les seves òperes, que figuren entre les primeres que s'escriviren després de les de Peri. Les principals són La Dafne (1608), que abans ja van compondre Peri i Caccini, i que es considera com un dels monuments més importants de la història de l'òpera italiana.
En particular va compondre la música pels ballets Sherzi e balli di giovanette montanine (1614) i Ballo di donne turche insieme con i loro consorti di schiavi fatti liberi (1615), i per les òperes La liberazione di Tirreno e d'Arnea (1616), Lo sposalizio di Medoro e di Angelica (1619), La regina di S. Orsola (1624) i Istoria di Judit (1626). Desgraciadament, no en resta cap d'aquestes partitures, i per tenir una idea de l'evolució estilística de la música de Marco da Gagliano només es conserva la partitura de La Flora, òpera representada al Palau Pitti el 1628, i en la que l'interès del compositor sembla desplaçar-se del recitatiu de les parts solistes, aquí menys rics i variat, vers els grans fragments corals, acompanyats de danses, en les que es posa en evidència la seva habilitat com a polifonista i la seva capacitat per enllaçar els diversos <entremigs> aconseguits amb la trama dramàtica central. En aquesta òpera a més cal destacar la inclusió del personatge de Pan, l'encarnació musical del qual agafa un marcat caràcter popular: es tracta del primer exemple conegut de <contaminació> d'elements bufes en una òpera d'argument seriós.
La gran activitat de Gagliano com a compositor d'òpera i com a músic de cort no de fer que s'oblidi tota la seva producció polifònica, tant profana com sacra, i la seva obra didáctica tenint entre els seus alumnes homes com Francesco Nigetti.

## Altres obres
- Medoro, òpera, estrenada el 1619 i partitura de la qual s'ha perdut,
- La Flora òpera, en col·laboració amb Peri (1628).

A més, se li deuen:
- La Regina Sant'Orsola, oratori (1624),
- Sis llibres de Madrigals, a 5 veus (1602, 1605, 1606, 1608 i 1617,
- Officium defunctorum, a 4 veus (1604),
- Sacrae cantiones, a 6 veus (2 volums, 1614-22),
- Musiche, d'1 a 3 veus (1615),
- Responsoria majoris hebdomadae, (1630),
- Landa Sion, a 8 veus, i d'altres obres en les col·leccions de l'època.

Se sap molt poc dels últims anys de la seva vida i de la seva activitat: sembla que restà molt malalt, fins al punt de necessitar constantment l'ajuda del seu germà Giovanni Battista, per poder complir amb les seves obligacions com a mestre de capella, càrrec en el qual fou succeït per Filippo Vitali (1590-1653).
El seu germà Giovanni Battista, nascut a Florència (1850-1643), també fou un distingit compositor i deixà nombrosos motets i madrigals.
Amb motiu d'una censura que va fer al compositor Muzio Effrem, aquest li contestà amb l'obra Censure di Mutio Efferm sopra il sesto libro de Madrigali di M. Marco da Gagliano, maestro di capella della cathedrale di Fiorenza, el que motivà unes fortes rèpliques, tant pels seguidor d'un com de l'altra.